# Playa El Módulo
Der Playa El Módulo ist ein Strand im Norden der Livingston-Insel im Archipel der Südlichen Shetlandinseln. Er liegt südlich des Punta Anelio auf der Ostseite des Kap Shirreff am nördlichen Ausläufer der Johannes-Paul-II.-Halbinsel.
Wissenschaftler der 45. Chilenischen Antarktisexpedition (1990–1991) benannten ihn nach einem Unterstand aus Fiberglas, den sie hier unter anderem zur Beobachtung von Robben errichtet hatten.